# Packing (phallus)
Pour les articles homonymes, voir Packing.

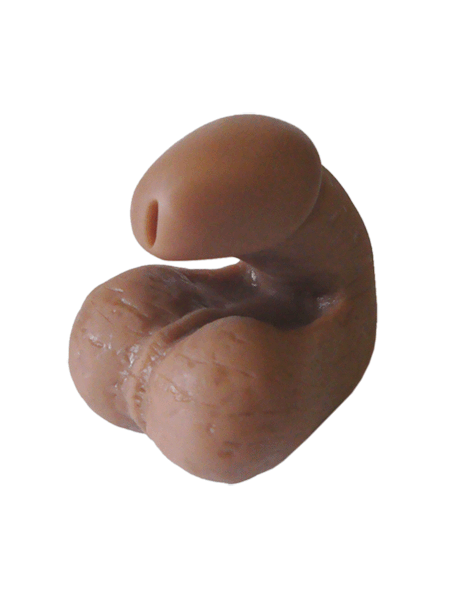
Packer en silicone Pack-Man.

Le packing est le port d'un objet rembourré ou phallique pour donner l'apparence d'avoir un pénis. Le packing est couramment pratiqué par les hommes trans (c'est-à-dire les personnes female-to-male transgenres). Les femmes qui se travestissent en hommes peuvent aussi se « packer ».

## Packers
L'objet utilisé pour le packing, parfois appelé un packer, peut prendre simplement la forme d'un pénis, ou peut également intégrer un faux scrotum et des testicules. Les packers peuvent être utilisés pour une meilleure mise en place des vêtements masculins et pour se déplacer correctement. Si un packer n'est pas utilisé, la forme des vêtements est parfois visiblement « vide ».

### Soft packing
Le « packing soft » se réfère au fait d'avoir un packer qui ne peut pas être utilisé pour la pénétration sexuelle. Ces packers peuvent être faits soi-même et se composer de chaussettes roulées, ou de préservatifs remplis de liquide ou de gel. Il y a de nombreux packers disponibles dans le commerce, qui, de façon plus réaliste, imitent la taille, la forme, la couleur et la texture des organes génitaux masculins. Tous les packers sont faits de matériaux doux et souples et simulent un pénis au repos. Le terme packer décrit plus fréquemment le modèle soft, non utilisé pour l'activité sexuelle. Quelques packers peuvent être utilisés comme dispositifs stand-to-pee (STP), c'est-à-dire pour uriner debout ; un réceptacle est inséré sous, et contre, l'urètre. Le packer n'a qu'un tube, ce qui permet au porteur d'uriner à travers la prothèse.

### Rapports sexuels
Le hard packing se réfère au dispositif pouvant être utilisé pour la pénétration sexuelle. Certains de ces packers sont faits avec des matériaux fermes tel que du silicone ; ils sont suffisamment souples pour le packing, mais assez fermes pour la pénétration sexuelle. D'autres encore sont faits avec plus de matériaux, et disposent d'une tige interne qui, selon le cas, permettent au packer de simuler une position flasque, ainsi qu'une position très ferme et érigée. Un terme familier pour les packers pouvant être utilisés pour un rapport sexuel est packing dildo. Un terme pour ces usages est pack and play.

## Argot
Un terme d'argot relatif au packing est packing heat. Ce terme d'argot signifie à l'origine port d'une arme à feu, mais plus tard, il a été utilisé pour décrire une personne transmasculine qui a un pénis. Comme beaucoup de termes dans de nombreuses communautés, cette phrase peut être utilisée affectueusement ou en plaisantant entre amis, comme un moyen de se réapproprier une phrase qui était initialement péjorative.